# Sweet Loving Man
"Sweet Loving Man" é uma canção gravada pelo músico brasileiro Morris Albert, lançada em 1974 no álbum After We've Left Each Other.
No verão de 1976, ela chegou ao 93.º lugar da parada musical estadunidense Billboard Hot 100 e ao 15.º na Adult Contemporary.

## Paradas musicais
| Parada musical (1975–76)            | Melhor posição |
| ----------------------------------- | -------------- |
| Canadá - RPM Top Singles            | 83             |
| Canadá - RPM Adult Contemporary     | 17             |
| Estados Unidos - Billboard Hot 100  | 93             |
| Estados Unidos - Adult Contemporary | 15             |
| Estados Unidos - Cash Box Top 100   | 85             |